# 진교초등학교
진교초등학교는 대한민국 경상남도 하동군에 있는 공립 초등학교이다.

## 학교 연혁
- 1925년 7월 1일 진교공립보통학교(4년제) 개교(2학급)
- 1933년 4월 1일 6년제 개편
- 1938년 4월 1일 진포공립심상소학교로 개칭
- 1941년 4월 1일 진포공립국민학교로 개칭
- 1946년 5월 1일 진교공립국민학교로 개명
- 1950년 6월 2일 진교국민학교로 개명
- 1981년 2월 3일 병설유치원 설립인가
- 1996년 3월 1일 진교초등학교로 개칭
- 1999년 4월 24일 교육부지정 농어촌현대화학교 준공식
- 2004년 5월 13일 민다리 도서관 신축개관
- 2008년 4월 19일 잔디운동장, 골프학습장 개장
- 2009년 5월 7일 거점 영어체험센터 개원
- 2023년 9월 1일 제25대 이점남 교장 부임
- 2024년 1월 12일 제99회 졸업(45명), 졸업생 총수(12,605명)

## 참고 자료
- 진교초등학교 - 한국교육학술정보원 학교알리미